# Zoniopoda omnicolor
Zoniopoda omnicolor is een rechtvleugelig insect uit de familie Romaleidae. De wetenschappelijke naam van deze soort is voor het eerst geldig gepubliceerd in 1843 door Blanchard.